# Austrotyphlops diversus
Austrotyphlops diversus là một loài rắn trong họ Typhlopidae. Loài này được Waite mô tả khoa học đầu tiên năm 1894.